# Avatha frontalis
Avatha frontalis är en fjärilsart som beskrevs av Walker 1858. Avatha frontalis ingår i släktet Avatha och familjen nattflyn. Inga underarter finns listade i Catalogue of Life.